# Las Pedroñeras
Las Pedroñeras és un municipi de la província de Conca de la comunitat autònoma de Castella - la Manxa. En el cens de 2006 tenia 6971 habitants i un territori de 221,6 km². El codi postal és 16660.

## Agricultura
És un poble conegut pel conreu dels alls, coneguts com a alls negres de las Pedroñeras (ajos morados de Las Pedroñeras). Cada any hi té lloc la Feria Internacional del Ajo, la fira internacional més important sobre l'all. A las Pedroñeras també és important el conreu de la vinya.

## Persones il·lustres
- Francisca Redondo Cubero, feminista.
- Herminio Herráiz Hidalgo, Gran Mestre d'escacs.